# Сан-Жозе-ду-Шингу
Сан-Жозе-ду-Шингу (порт. São José do Xingu) — муниципалитет в Бразилии, входит в штат Мату-Гросу. Составная часть мезорегиона Северо-восток штата Мату-Гроссу. Входит в экономико-статистический микрорегион Норти-Арагуая. Население составляет 6997 человек на 2006 год. Занимает площадь 7463,654 км². Плотность населения — 0,9 чел./км².

## Статистика
- Валовой внутренний продукт на 2003 год составляет 49 480 033,00 реалов (данные: Бразильский институт географии и статистики).
- Валовой внутренний продукт на душу населения на 2003 год составляет 8196,13 реалов (данные: Бразильский институт географии и статистики).
- Индекс развития человеческого потенциала на 2000 год составляет 0,681 (данные: Программа развития ООН).